# Kościół św. Jana w Hamburgu-Harvestehude
Kościół św. Jana w Hamburgu-Harvestehude (niem. St.-Johannis-Kirche in Hamburg-Harvestehude) – kościół ewangelicko-luterański położony w dzielnicy Harvestehude (okręg Eimsbüttel) przy ulicy Turmweg, niedaleko Außenalster.
Kościół wybudowany został w latach 1880–1882 w stylu neogotyckim. Należy do najlepiej zachowanych zabytków swojej epoki w Hamburgu. Zarazem jest uważany za jeden z najbardziej imponujących przykładów dziewiętnastowiecznej architektury i z tego względu jest otoczony troskliwą opieką władz miejskich. Jego smukła ok. 70-metrowa wieża (podświetlona w nocy) góruje nad okolicą.

## Historia
Wspólnota parafialna przedmieść Harvestehude i Rotherbaum została powołana do życia 27 stycznia 1879. Pierwszym przewodniczącym rady parafialnej został senator i przyszły burmistrz Hamburga, dr. Johann Georg Mönckeberg. Pod jego przewodnictwem rada wybrała wówczas do realizacji (spośród siedmiu zgłoszonych propozycji) projekt architekta Wilhelma Hauersa. Powołany został jednocześnie “tymczasowy komitet ds. budowy kościoła przed Dammthor“, który w szybkim tempie rozstrzygnął wszystkie zagadnienia prawno-własnościowe i finansowe związane z budową nowego kościoła. Sama budowa zajęła dwa lata.
Architekt zaprojektował kościół według “Eisenacher Regulativ“ (tj. zbioru zasad i reguł architektonicznych z 1861, według których wznoszono kościoły w ówczesnych Niemczech). Jednocześnie wzorował się na kościołach wznoszonych przez Wilhelma Hase, najwybitniejszego przedstawiciela tzw. Szkoły hanowerskiej. W rezultacie powstał kompletny projekt budowli neogotyckiej, przemyślanej w najdrobniejszych szczegółach, dotyczących nie tylko zewnętrznego wyglądu świątyni ale również detali wewnętrznych, takich jak ławki z klęcznikami, krzesła, prospekt organowy, posadzka w stylu terrazzo czy malowidła ścienne. Kościół św. Jana jest jednym z najlepiej zachowanych zabytków swojej epoki na terenie Hamburga ponieważ szczęśliwie uniknął zniszczeń w czasie II wojny światowej.
Ze względu na zwartość koncepcji architektonicznej zajmuje szczególne miejsce pośród świątyń tego typu na terenie Niemiec.